# LIX
LIX (швед. Läsbarhetsindex) — индекс удобочитаемости, разработанный шведским учёным и педагогом Карлом-Хуго Бьёрнссоном (Carl-Hugo Björnsson) в 1968 году для определения сложности восприятия текста читателем. Чем выше значение индекса LIX, тем сложнее текст. Индекс LIX часто используется в скандинавских странах, например, в библиотеках Дании его используют в качестве параметра для поиска книг определённой сложности.

## Формула
Формула расчёта индекса LIX:
{\displaystyle {\text{LIX}}={\frac {A}{B}}+{\frac {C\cdot 100}{A}}}, где
- {\displaystyle A} — количество слов в тексте,
- {\displaystyle B} — количество предложений в тексте,
- {\displaystyle C} — количество слов длиннее 6 букв.

Примерная интерпретация индекса:
| LIX   | Объяснение                                                                                |
| ----- | ----------------------------------------------------------------------------------------- |
| < 30  | Очень простые тексты, детская литература                                                  |
| 30-40 | Простые тексты, художественная литература, газетные статьи                                |
| 40-50 | Тексты средней сложности, журнальные статьи                                               |
| 50-60 | Сложные тексты, научно-популярные статьи, профессиональная литература, официальные тексты |
| > 60  | Очень сложные тексты, написанные канцелярским языком, законы                              |